# Elytrotetrantus lusakanus
Elytrotetrantus lusakanus is een keversoort uit de familie dwerghoutkevers (Cerylonidae). De wetenschappelijke naam van de soort werd in 1964 gepubliceerd door Hans John.